# Banyue
Banyue är en köping i Kina. Den ligger i provinsen Hubei, i den centrala delen av landet, omkring 230 kilometer väster om provinshuvudstaden Wuhan. Antalet invånare är 32 749. Befolkningen består av 16 066 kvinnor och 16 683 män. Barn under 15 år utgör 10,0 %, vuxna 15-64 år 79 %, och äldre över 65 år 10,0 %.
Runt Banyue är det tätbefolkat, med 356 invånare per kvadratkilometer. Närmaste större samhälle är Herong, 17,1 km nordost om Banyue. Trakten runt Banyue består till största delen av jordbruksmark.
Genomsnittlig årsnederbörd är 1 199 millimeter. Den regnigaste månaden är augusti, med i genomsnitt 174 mm nederbörd, och den torraste är december, med 14 mm nederbörd.